# Лукич, Владан
Вла́дан Лу́кич (серб. Владан Лукић / Vladan Lukić; 16 февраля 1970, Сопот, СФРЮ) — югославский и сербский футболист, ныне президент футбольного клуба «Црвена Звезда».

## Карьера

### Клубная
Занимался футболом с 10 лет. Воспитанник ФК «Црвена Звезда», дебютировал в 1986 году в её составе. За всю карьеру в составе «красно-белых» провёл 76 игр, забил 31 гол. В составе клуба выиграл Кубок европейских чемпионов 1990/91. В 1993 году уехал в испанский «Атлетико Мадрид», но не закрепился там и вернулся на родину в клуб «Войводина». Вскоре перешёл в столичный ОФК, затем отправлялся на один сезон в «Марбелью». В 1996 году уехал за границу в очередной раз, выступал за швейцарский «Сьон», французский «Мец» и греческий «Панилиакос». В последнем клубе и завершил карьеру.

### В сборной
В 1990—1991 годы призывался в сборную Югославии, сыграл 4 игры и забил 1 гол. В матче с Австрией в 1990 году столкнулся с партнёром по команде Синишей Михайловичем, что привело к серьёзной травме Лукича, из-за чего он пропустил большинство игр. В 1998 году сыграл за сборную Союзной Республики две игры и снова в одной из них отличился.

## После карьеры
После завершения карьеры игрока некоторое время работал в ФК «Сопот», являясь его главой. С 2009 года — президент футбольного клуба «Црвена Звезда».